# Brat 2
Brat 2 (en ruso: Брат 2, en castellano: «Hermano 2») es una película rusa de 2000 dirigida por Alekséi Balabánov e interpretada por Serguéi Bodrov y Víktor Sujorúkov. La película es la secuela de Brat, estrenada en 1997, la famosa película de mafiosos rusos que logró un gran éxito en Rusia. 

## Sinopsis
Danila Bagrov, tras los eventos ocurridos en San Petersburgo en Brat, se encuentra en Moscú estudiando medicina. Recibe una invitación de un canal de televisión local para hablar de los veteranos de la Primera Guerra Chechena junto a Ilyá Setevói (Kiril Pirogov) y Konstantín Grómov (Aleksandr Dyachenko). En los estudios conoce a la famosa cantante Irina Saltykova, con quien comenzará una relación sentimental. Su antiguo compañero en el ejército, Konstantín Grómov, pide ayuda a Danila, ya que su hermano, Dmitri, jugador profesional en los Pittsburgh Penguins de la NHL, está siendo extorsionado por la mafia ucraniana de Chicago, quienes le proporcionaron el fichaje a su anterior equipo, los Chicago Blackhawks. Dmitri pide ayuda a un empresario de Chicago, Richard Mennis, quien le ayuda inicialmente pero que posteriormente lo engaña con el contrato.
Konstantín trabaja en el Banco Nikoláievski como jefe de seguridad y sabe que Mennis vendrá a hablar con su jefe y dueño del banco, Valentín Belkin (Serguéi Makovetski), quien es otro mafioso, para hacer negocios. Por lo tanto, Konstantín pide ayuda a su jefe Belkin para que resuelva con Mennis el estado de su hermano. Con la promesa de que Mennis se ocupará de ello, Danila acude al apartamento de Konstantín para ir a una reunión con Ilyá en el Hotel Metropol de Moscú, pero encuentra a Konstantín asesinado. Danila sospecha que Belkin está detrás del asunto y contacta con Ilyá para hacerse con armas para vengar la muerte de su compañero. Ilyá conduce a Danila hacia su contacto, «el Fascista», un fanático del nazismo, la Wehrmacht y de la Segunda Guerra Mundial que alberga en unas catacumbas debajo de su casa un arsenal y diversos bienes de aquella época, que les proporciona unos MP40, granadas Modelo 24 y una ametralladora Maxim M1910, entre otras armas. Víktor Bagrov, «el Tártaro», hermano de Danila, llega a Moscú y se ven envueltos en una serie de violentos episodios con la mafia de Belkin, que tienen localizado el piso de Irina Saltykova donde vive Danila.
Ilyá consigue a Danila y Víktor dos pasaportes, visados y billetes para Estados Unidos, donde tratarán de dar con Richard Mennis. Víktor va directamente a Chicago, pero Danila debe ir a Nueva York y desde allí ir a Chicago, porque los hombres de Belkin tienen las listas de pasajeros de Aeroflot a Chicago y lo buscan. En Brighton Beach, barrio neoyorquino popular entre los inmigrantes rusos, un judío le vende un Caddilac deVille Coupe de segunda mano por 500 dólares que le asegura lo llevaría "ida y vuelta hasta San Francisco" por su buen estado, pero se le avería al poco tiempo. En la carretera conoce a Ben Johnson, un camionero que accede a llevarlo hasta Chicago. Allí, Ben lleva a Danila a una zona de prostitutas donde conoce a Marilyn, una prostituta rusa que en realidad se llama Dasha, y que será una compinche de Danila para dar con Mennis.

## Reparto
| - Serguéi Bodrov como Danila Bagrov. - Víktor Sujorúkov como Víktor Bagrov. - Kiril Pirogov como Ilyá Setevói. - Aleksandr Dyachenko como Konstantín Grómov/Dmitri Grómov. - Serguéi Makovetski como Valentín Belkin. - Irina Saltykova como ella misma. - Gary Houston como Richard Mennis. - Ray Toler como Ben Johnson. - Dariya Lesnikova como Dasha-Marilyn. - Konstantín Murzenko como el Fascista. | - Aleksandr Karamnov como Borís, guardaespaldas de Saltykova. - Iván Demídov como él mismo (presentador TV Moscú). - Lisa Jeffrey como ella misma (reportera TV Chicago). - Konstantín Zheldin como taxista de Moscú. - Egor Pazenko como interrogador de la prisión. - Aleksandr Naúmov como jefe seguridad banco. - E. Milton Wheeler como proxeneta. - Tatyana Zajárova como señora Bagrova (madre de Danila y Víktor). - Irina Rajmánova como chica del spa. - Inna Kapnúlina como chica del spa. |

## Producción

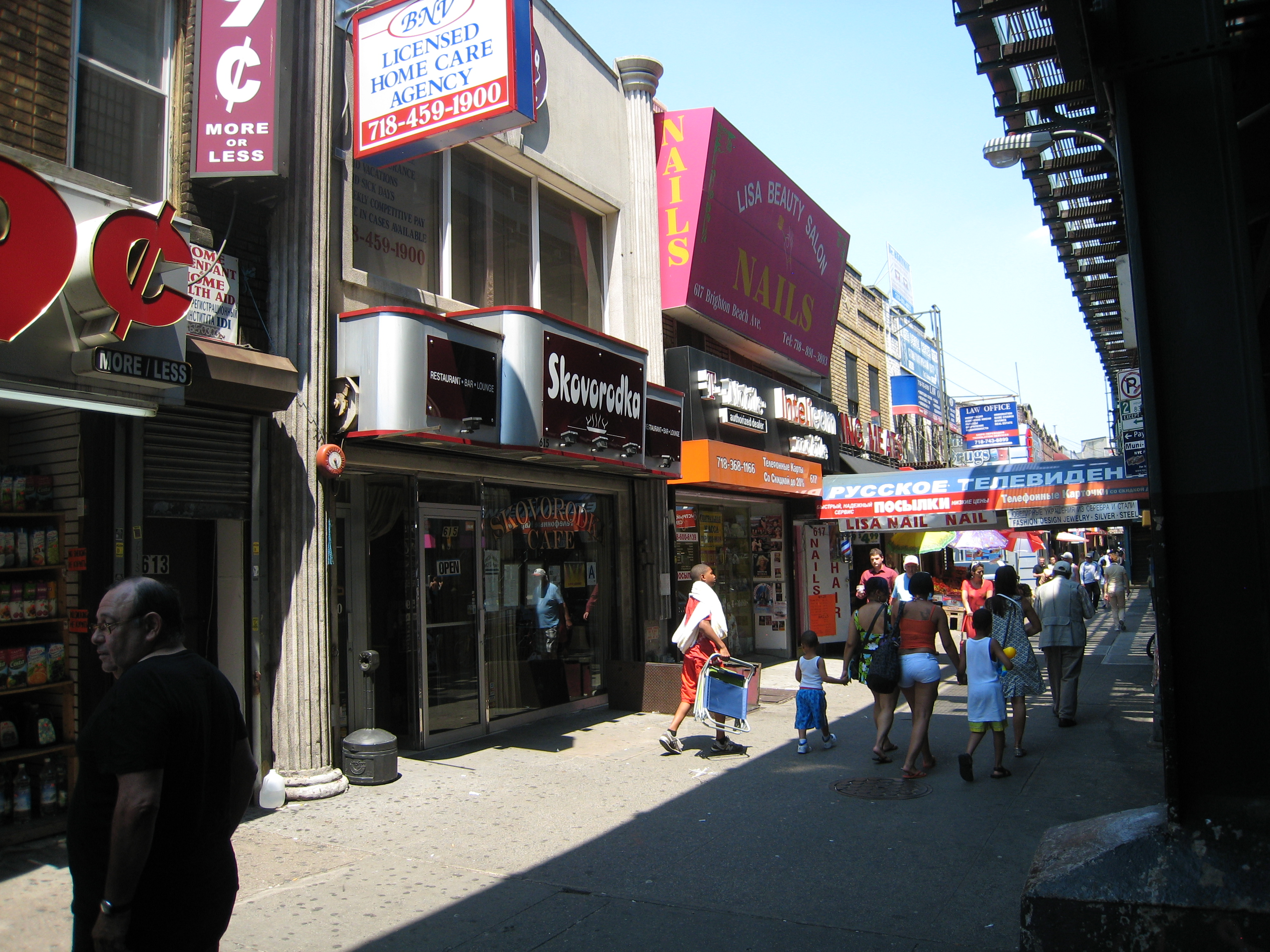
Calle de Brighton Beach con comercios típicamente rusos. Danila Bagrov aparece paseando por allí antes de comprar el vehículo al inmigrante ucraniano.

La película fue rodada en diversos lugares de Moscú y Estados Unidos. Las localizaciones en Moscú tuvieron lugares en lugares emblemáticos, como la Plaza Roja, y otros como el Hotel Metropol o los estudios de Televisión Ostánkino, donde acude Danila al principio del filme como invitado del programa. En Estados Unidos, las localizaciones incluyen Brighton Beach, barrio neoyorquino famoso por albergar una importante comunidad inmigrante rusa, Chicago y el Pittsburgh Civic Arena de Pittsburgh, Pennsylvania.
El largometraje, aunque grabado y financiado por equipos rusos, tuvo una cierta orientación internacional. Por ejemplo, en Moscú, la matrícula "YA777MU" que se utiliza en el Volvo blanco robado, no podría existir en la Federación de Rusia, ya que el sistema de matriculación ruso no utiliza letras que no estén en cirílico.
Antes de grabar la pelea en uno de los guetos de Chicago, Balabánov pidió tres actores afroamericanos para "hacer que la pelea se vea más natural". Como resultado, Serguéi Bodrov acabó con dos costillas rotas. La escena en la que se reúne Danila con Dmitri Grómov en el entrenamiento de hockey cuenta con cameos de varios jugadores importantes de aquel momento en los Pittsburgh Penguins. Jaromir Jagr es visto en una sola toma y Darius Kasparaitis incluso dice algunas palabras. La cantante rusa de pop Irina Saltykova se interpreta a sí misma en la película, en la que es también la novia de Danila Bagrov. Varias canciones de Saltykova fueron incluidas en la banda sonora original de Brat 2.
La película, a pesar de su éxito, no logró cubrir el alto presupuesto de su producción, pues se invirtieron más de un millón de dólares, y en la taquilla generó alrededor de 600 000 dólares.

## Música
La banda sonora de la película consiste en canciones populares de artistas de rock de Rusia y Ucrania, como Splean, Bi-2, Zemfira, Smyslovye Gallyutsinátsii, Chichérina, Okeán Elzy, DDT y Nautilus Pompilius. Al igual que en Brat, donde Nautilus Pompilius y su líder Viacheslav Butúsov aparecieron interpretándose a sí mismos, en Brat 2 Balabánov volvió a repetir ese método, esta vez con la estrella del pop Irina Saltykova. La cantante rusa es uno de los personajes importantes, ya que tiene una relación amorosa con Danila Bagrov, y varias de sus canciones aparecen en la película y en la banda sonora. En la película aparece una canción "Lafayette", interpretada por la banda estadounidense Sleeping for Sunrise, que no fue incluida en la banda sonora original.
| Brat 2. Música de la película |                              |                                         |          |  |
| N.º                           | Título                       | Escritor(es)                            | Duración |  |
| 1.                            | «Polkóvniku niktó ne píshet» | Bi-2                                    | 4:57     |  |
| 2.                            | «Zemlyá»                     | Masha i Medvedi                         | 5:24     |  |
| 3.                            | «Doroga»                     | Auktyon                                 | 3:23     |  |
| 4.                            | «Sekret»                     | Agatha Christie                         | 3:00     |  |
| 5.                            | «Iskala»                     | Zemfira                                 | 3:42     |  |
| 6.                            | «Líniya zhizni»              | Splean                                  | 2:59     |  |
| 7.                            | «Poglyad»                    | La Mansh                                | 5:57     |  |
| 8.                            | «Katmandu»                   | Krematorij                              | 3:49     |  |
| 9.                            | «Idu»                        | Tantsy Minus                            | 3:42     |  |
| 10.                           | «Tu-lu-la»                   | Yulia Chichérina                        | 2:27     |  |
| 11.                           | «Gibraltar»                  | Viacheslav Butúsov                      | 4:13     |  |
| 12.                           | «Koli tebe nemá»             | Okeán Elzy                              | 3:19     |  |
| 13.                           | «Vechno molodoy»             | Smyslovye Gallyutsinatsii               | 3:40     |  |
| 14.                           | «Nikogdá»                    | Vadim Samóylov                          | 4:47     |  |
| 15.                           | «Poslédneye pismó»           | Coro infantil dirigido por M.I. Slavkin | 3:10     |  |
| 58:36                         |                              |                                         |          |  |

### Canciones de la película
La siguiente lista de canciones aparecen a lo largo del largometraje, pero no fueron incluidas en la banda sonora original.

| Canciones |                               |                           |          |  |
| N.º       | Título                        | Intérprete                | Duración |  |
| 1.        | «Ogonkí»                      | Irina Saltykova           | 4:02     |  |
| 2.        | «Bay-Bay»                     | Irina Saltykova           | 3:13     |  |
| 3.        | «Sólnechny drug»              | Irina Saltykova           | 4:00     |  |
| 4.        | «Rózovyie ochkí»              | Smyslovye Gallyutsinatsii | 3:37     |  |
| 5.        | «Schástye»                    | Bi-2                      | 4:06     |  |
| 6.        | «Varvara»                     | Bi-2                      | 4:59     |  |
| 7.        | «Kavachay»                    | Okeán Elzy                | 4:39     |  |
| 8.        | «Górod»                       | Tancy Minus               | 4:08     |  |
| 9.        | «Lafayette»                   | Sleeping for Sunrise      | 4:20     |  |
| 10.       | «Proschálnoye pismó»          | Nautilus Pompilius        | 3:38     |  |
| 11.       | «Styuardessa po ímeni Zhanna» | Vladímir Presnyakov       | 4:04     |  |